# Rafael Ramos Pérez
Rafael Ramos Pérez (Nerva, 28 ottobre 1911 – Carcassonne, 2 settembre 1985) è stato un ciclista su strada spagnolo naturalizzato francese (il 28 marzo 1958). Professionista dal 1936 al 1950, vinse una tappa alla Vuelta a España 1936.

## Carriera
La carriera professionistica di Ramos si svolse in diverse stagioni intervallate da alcune lunghe fasi inattive. Il primo periodo della carriera andò dal 1936 al 1938, in cui corse come individuale e riuscì a conseguire la vittoria di una tappa della Vuelta a España 1936, concludendo anche al sesto posto della generale quell'edizione della grande corsa a tappe iberica. Diversi nel 1936 furono anche i piazzamenti, fra i quali il terzo posto nel Grand Prix Esperanza in Francia e un terzo posto nella quarta tappa del Tour de Suisse, che concluse poi ottavo.
Nel 1937 arrivò terzo sempre in Francia al Tour du Doubs e l'anno seguente partecipò al Tour de France concludendo diciottesimo.
Nel 1942 arrivò settimo al Circuit du Midi, corsa in cui ottenne anche un nono posto nel 1943 e un sesto nel 1945.

## Palmarès
- 1936

16ª tappa Vuelta a España

## Piazzamenti

### Grandi Giri
- Tour de France

1937: ritirato (11ª/2ª tappa)
1938: 19º
- Vuelta a España

1936: 6º